# 漢城条約
漢城条約（かんじょうじょうやく）とは、1885年（明治18年）1月9日に日本と李氏朝鮮の間で締結された条約。
「漢城」は朝鮮の首都で現在のソウル特別市。甲申政変後の日朝間の講和を目的に締結された。日本側全権大使は井上馨、朝鮮側全権大臣は金弘集であった。
甲申政変に関する条約は、他に日本が清国と締結した天津条約がある。

## 条約締結までの経緯

### 政変後の状況

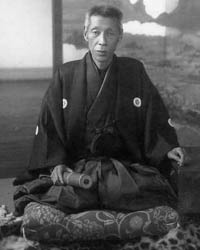
竹添進一郎

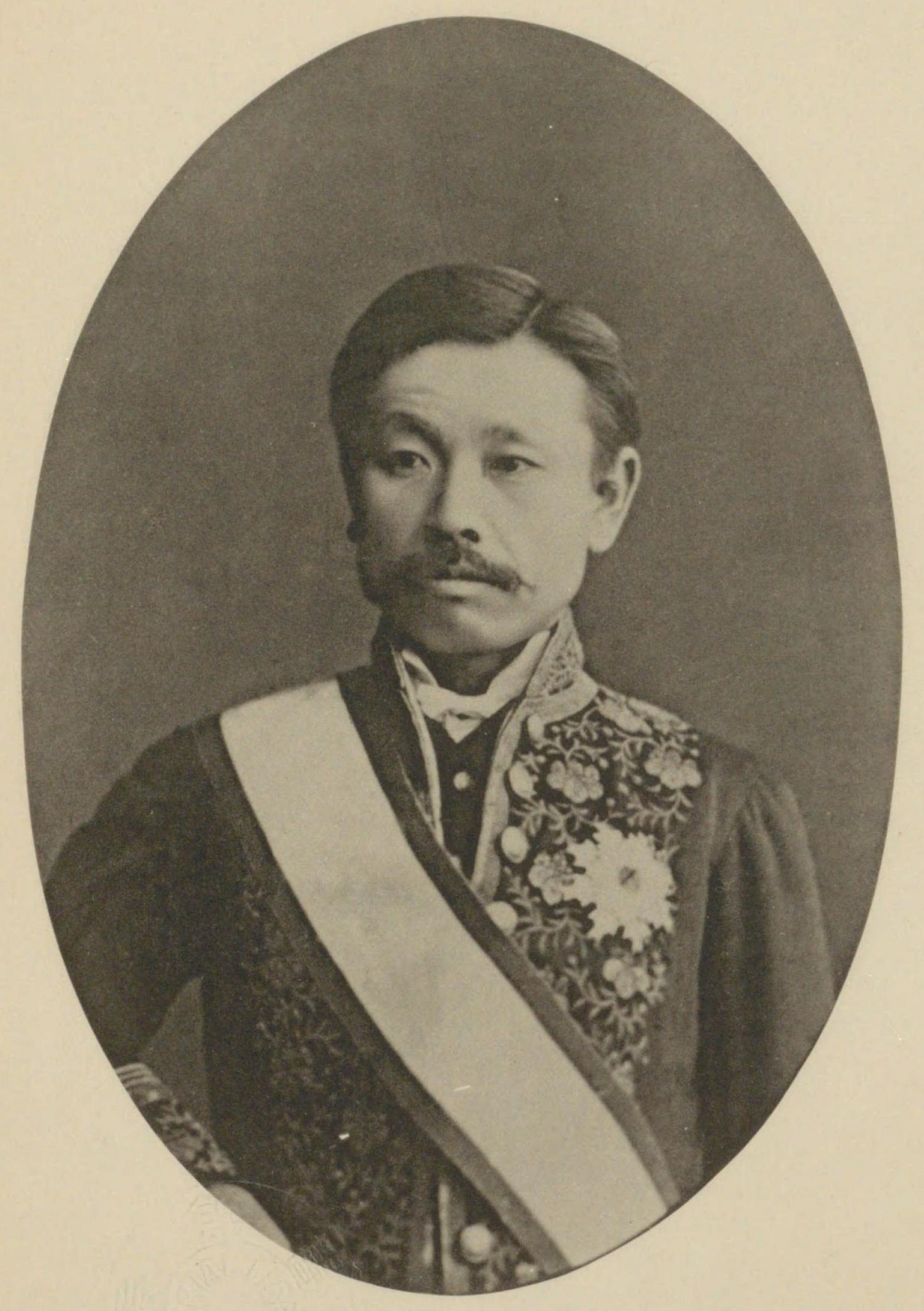
井上馨

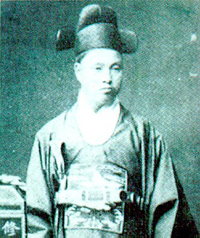
金弘集

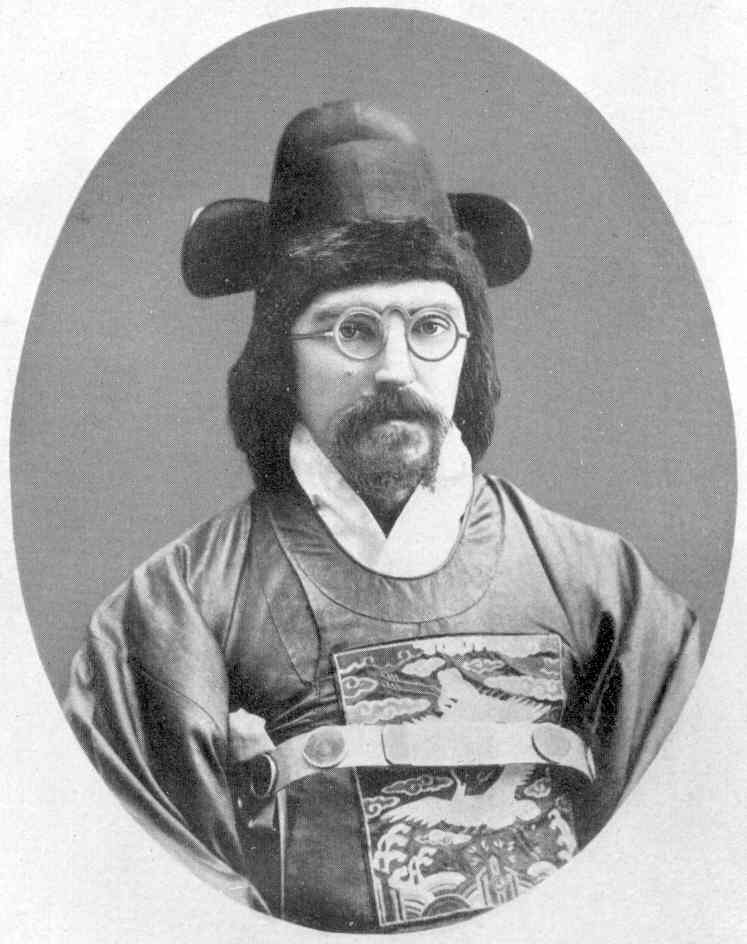
メレンドルフ

甲申政変の発生と失敗によって在漢城駐箚公使竹添進一郎は、在留邦人と公使館員を仁川の日本人居留地にまで退避させると共に、朝鮮政府に対し『在漢城日本居留民への朝鮮民衆と清国軍の暴虐』及び、『仁川へと退避しようとしていた公使一行が朝鮮人と清国人に攻撃を受けたこと』に対する抗議文を駐留清国軍・朝鮮政府双方へ発した。
朝鮮側は日本公使がクーデタにおいて、金玉均ら独立党の行動に積極的に加担し、6大臣暗殺等にも深く関与していると疑っており、公使が事変時に朝鮮政府への通達なく兵を率いて王宮に入ったことを強く非難した。これに対して竹添公使は、朝鮮国王による「日使来衛」（「日本公使よ、護衛の為に来たれ」）の親筆書と玉璽の押された詔書を示し、自身の行動は保護を求めた国王の要請に基づいた正当な行動であったと主張した。双方の事件認識は、このように大きく食い違っていた。
のちに朝鮮側から、日本側が正当性の裏づけとして示した親筆書は独立党一派が偽作したものであり、無効であるとの反論がなされたものの、璽印は真正なものであることが認められた。政府の頭越しに無断で王宮に入ったことは批判されるべきことではあったが、これによって追及は後退した。両者は互いに自身の正当性を主張して譲らず、平行線をたどるばかりだったので、問題の解決は全権大使として派遣された井上馨外務卿の手に委ねられた。
日本国内では、公使や日本軍がクーデタに関与した事実は伏せられ、清国軍の襲撃と居留民が惨殺されたことのみが大きく報道されたこともあって、対朝・対清主戦論的な国民世論が醸成されていた。自由党の機関紙『自由新聞』は、「我が日本帝国を代表せる公使館を焚き、残酷にも我が同胞なる居留民を虐殺」した清を許すことはできず、中国全土を武力で「蹂躙」すべしとの論陣を張り、福澤諭吉の『時事新報』も「北京に進軍すべし」と主張した。『東京横浜毎日新聞』や『郵便報知新聞』もまた清国の非を報道した。自由党の本拠地高知県では片岡健吉が義勇兵団を組織し、日本各地で抗議集会や追悼集会が開かれ、日本陸軍主流や薩摩閥も派兵に向けて動いた。

### 井上馨による条約交渉
当時の日本の軍事力・経済力では、清国との全面対決は回避すべき無理難題であることは、政府部内において一致する共通認識であった。1884年の暮れに軍艦3隻、2個大隊の陸軍兵を護衛につけて漢城（ソウル）入りした井上外務卿は、日本政府のクーデタへの関与を否定したうえで、日朝両国関係の速やかな修復が何よりも肝要であるとして、双方の主張の食い違いを全て棚上げにし、「朝鮮国内で日本人が害されたこと」および「日本公使館が焼失したこと」という明白な事実のみを対象に交渉を妥結することを提案した。
交渉に参加したのは、日本側が井上全権大使、随員の井上毅参事院議官、朝鮮側が左議政（副首相相当）全権大臣金弘集、督弁統理交渉通商事務衙門趙秉鎬、同協弁パウル・ゲオルク・フォン・メレンドルフらであった。金弘集全権は最終的に井上の提案に同意し、1885年（明治18年）1月9日、朝鮮国王の謝罪、日本人死傷者への補償金、日本公使館再建費用の負担などを定めた漢城条約が締結された。
清国政府は、事件のしらせを受けると、宗主国として藩属国朝鮮の内乱を調査・処理する名目で北洋副大臣の呉大澂を漢城に派遣した。呉は随員40名、護衛兵250人を率いて1月1日に漢城入りし、日朝交渉を監視し、朝鮮政府に譲歩を説いたが、井上・金の両全権は日朝間の問題に清国が容喙することを拒んだ。撤兵問題に関して井上全権は、日清の二国間交渉に場を移すこととした。

## 条約の内容
第一款 朝鮮国は国書をもって日本国に謝罪を表明すること。
謝罪使節として徐相雨とドイツ人外務顧問のメレンドルフが来日した。
第二款 日本国民の被害者遺族並びに負傷者に対する見舞金、及び暴徒に略奪された商人の貨物の補填として、朝鮮国より11万円を支給すること。
壬午事変時よりも被害者数が膨大になっているので、その分済物浦条約よりも増額されている。
第三款 磯林大尉を殺害した犯人を捜査・逮捕し、正しく処罰すること。
済物浦条約の例に倣って、20日以内の逮捕が約されている。
第四款 日本公使館を再建する必要があるので、朝鮮国が代替の土地と建物を交付しそれに充てること。また、修繕・改築費用として、朝鮮国は2万円を支給し、工費に充てること。
当初は再建費用4万円を要求していたが、朝鮮側が減額を望んだので、井上が既存の建物を改修して用いるという修正案に改めた。
第五款 公使館護衛兵用の兵営は新しい公使館に相応しい場所に移動し、その建設と修繕は済物浦条約第五款の通り朝鮮政府が施行すること。
済物浦条約第五款の規定、即ち「兵営を設置・修繕するのは朝鮮国の役目とする」を改めて確認したもの。